# Karakalpaks
Cet article concerne le peuple karakalpak. Pour la langue karakalpake, voir Karakalpak.

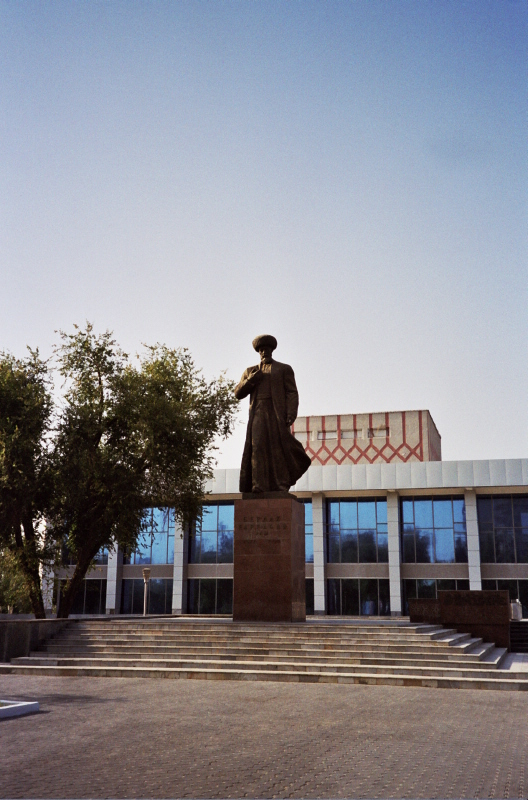
Statue de Berdachi, le plus célèbre poète karakalpak

Les Karakalpaks constituent un peuple turcique dont le nom signifie « bonnets noirs » (qara : noir et qalpaq : bonnet), installé principalement en république du Karakalpakstan (Qaraqalpaqstan Respublikası) dans l’ouest de l’Ouzbékistan, au sud de la mer d’Aral. 
Les Karakalpaks sont quasi exclusivement musulmans sunnites, suivant la doctrine hanafite.
En 2000, on dénombre environ 505 000 Karakalpaks en Ouzbékistan. On retrouve également les Karakalpaks en plus petits nombres au Turkménistan (environ 3 800) et au Kazakhstan (environ 1 400).

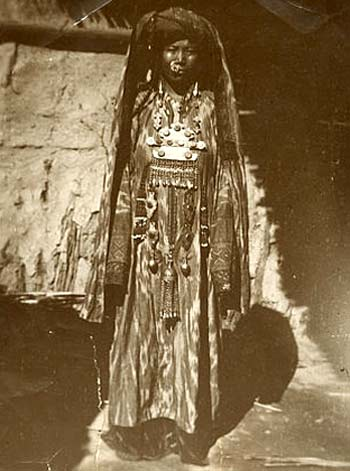
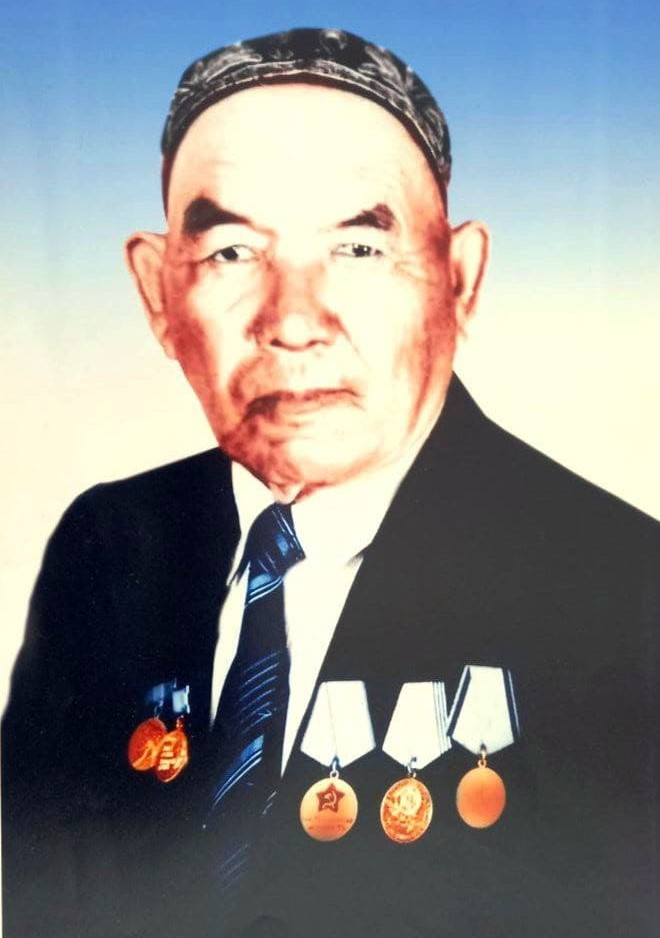
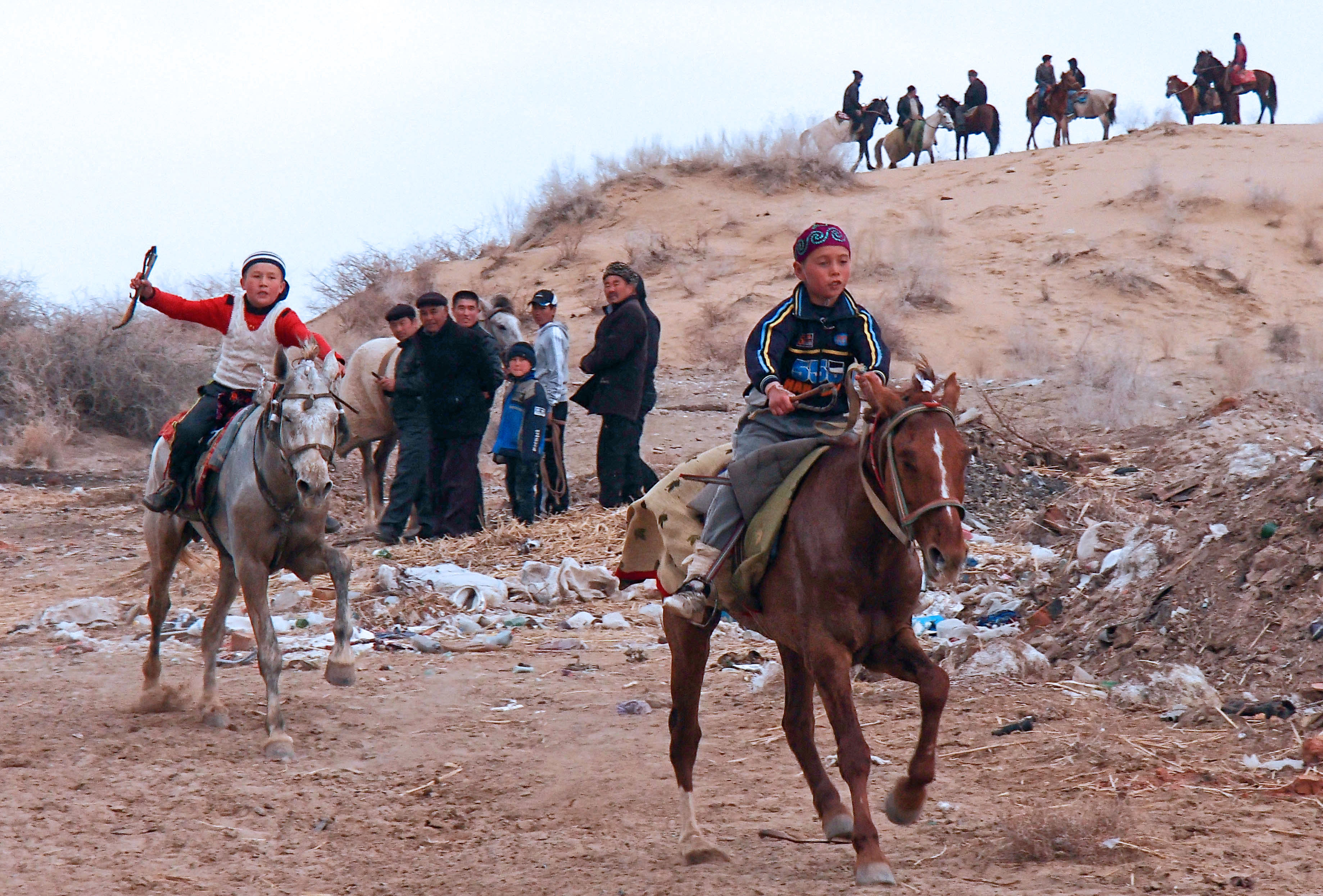
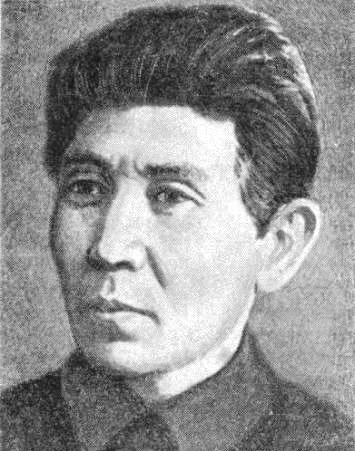
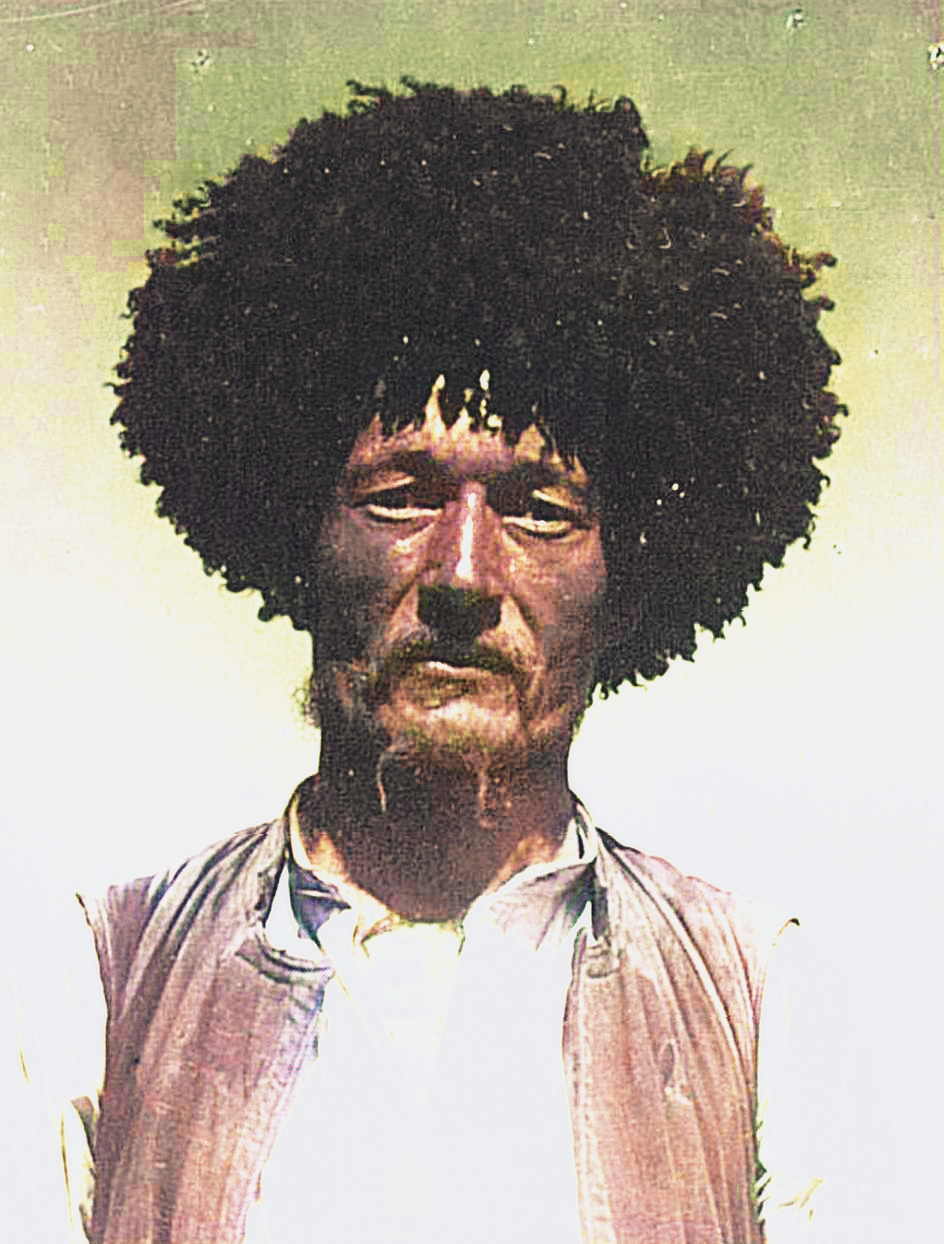
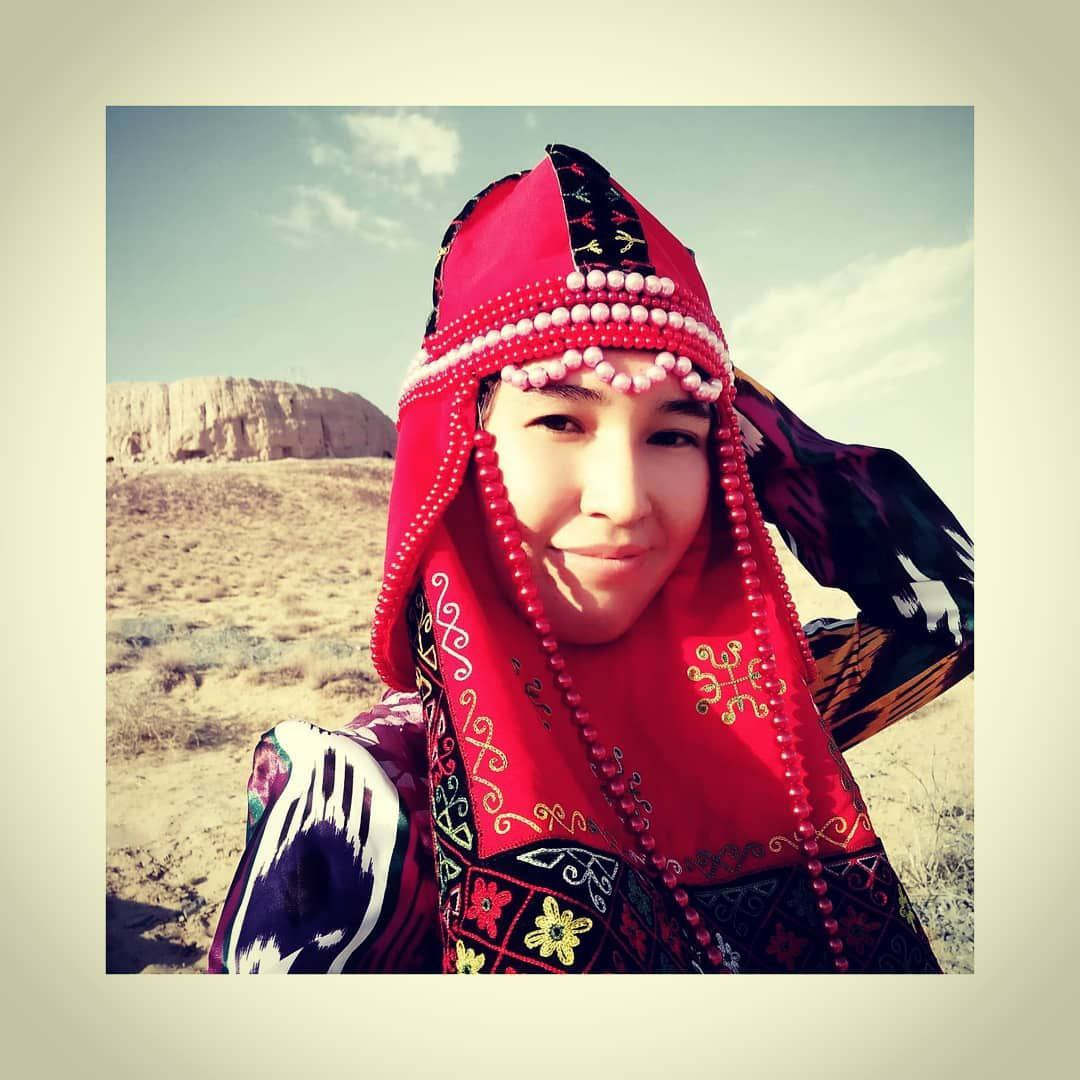
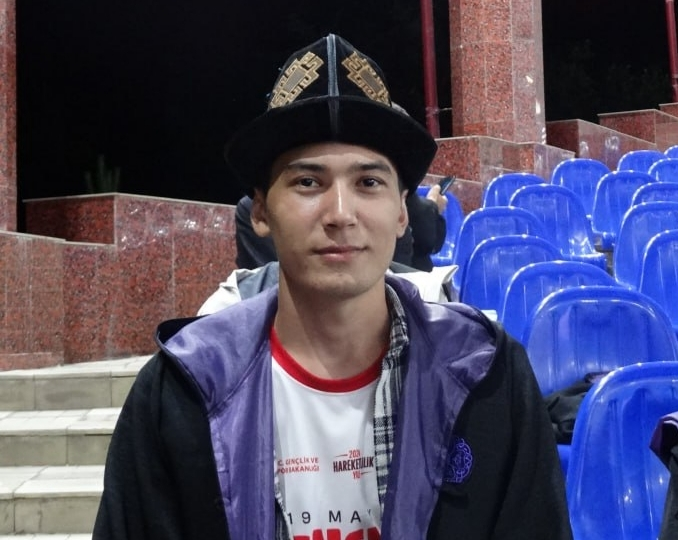
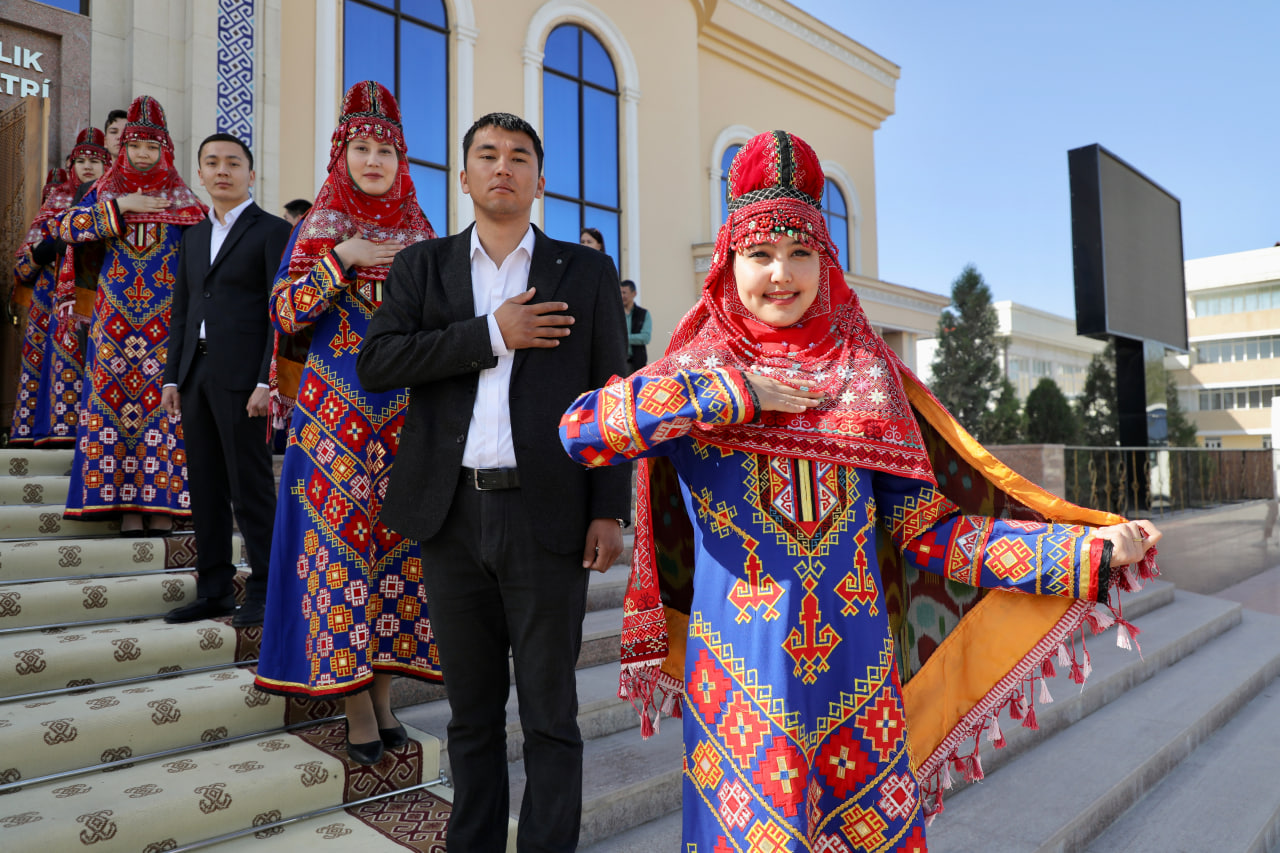
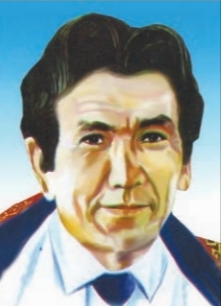